# Eddy Sedoc
Edwin Johan (Eddy) Sedoc (Paramaribo, 17 november 1938 – Saramacca, 6 augustus 2011) was een Surinaams politicus en diplomaat.
Hij was financieel-directeur van het Diaconessenziekenhuis in Paramaribo voor hij namens de Creoolse Nationale Partij Suriname (NPS) in januari 1988 minister van Buitenlandse Zaken werd. Bij de verkiezingen van 25 november 1987, de eerste vrije verkiezingen sinds de Sergeantencoup van 1980, was de NPS een van de drie Front-partijen die toen gezamenlijk 40 van de 51 zetels behaalden in De Nationale Assemblée. Henck Arron, eveneens NPS, werd de vicepresident in dit kabinet.
De telefooncoup in december 1990 betekende het einde van dit kabinet en begin 1991 werd Robby Ramlakhan de nieuwe minister van Buitenlandse Zaken. In september 1991 werd Sedoc minister van Planning en Ontwikkelingssamenwerking (PLOS). Al snel was er een strijd tussen dit nieuwe ministerie dat zich moest bezighouden met de besteding van ontwikkelingshulpgeld en het ministerie van Financiën. In december nam Rudi Roseval ontslag als minister van Financiën waarna Sedoc die functie tijdelijk waarnam. Als minister van Planning en Ontwikkelingssamenwerking had hij regelmatig te maken met Jan Pronk die toen de Nederlandse minister van Ontwikkelingssamenwerking was. In september 1993 namen vier ministers ontslag waaronder Sedoc die als reden gezondheidsproblemen opgaf. Een maand later volgde Ronald Assen (NPS) hem op.
Van 1994 tot 1999 was Edwin Sedoc de ambassadeur voor Suriname in Venezuela.
Eddy Sedoc overleed op 72-jarige leeftijd na een lang ziekbed in zijn woning te Saramacca.